# Хренов, Иван Александрович
Ива́н Алекса́ндрович Хре́нов (20 октября 1906, деревня Михалково в Нерехтинском уезде, Костромская губерния, Российская империя — 19 августа 1975, Москва, РСФСР) — советский историк, специалист по новейшей истории Польши, доктор исторических наук, профессор, директор Института славяноведения АН СССР.

## Биография
В период с 1927 года по 1933 год работал учителем, был директором ряда школ в Костромской области. С 1933 по 1938 годы учился в Московском институте истории, философии и литературы. После этого пошёл служить в армию, участник в Великой Отечественной войне. Получил боевые награды: орден Красной Звезды и орден Возрождения Польши. После войны поступил в аспирантуру Академию общественных наук при ЦК КПСС, которую окончил в 1948 году. Там же защитил кандидатскую диссертацию «Лодзинское восстание 1905 г.»
До 1949 года работал в Институте истории АН СССР, позднее стал сотрудником аппарата ЦК ВКП(б) (до 1953 года). С 1953 года и до самой смерти проработал в Институте славяноведения АН СССР (с 1968 года — Институт славяноведения и балканистики). Занимал должность заместителя директора, в 1963—1968 годах был директором института. В 1966 году защитил докторскую диссертацию по польскому рабочему движению XX века. Являлся членом Советского комитета славистов, был заместителем председателя Общества советско-польской дружбы, и долгое время состоял членом Комиссии историков СССР и Польши.
Научными интересами И. А. Хренова были история коммунистического движения в Польше, влияние революционных событий в России на восстановление независимости Польши, развитие польского рабочего движения.
Умер в 1975 году. Похоронен на Востряковском кладбище.

## Редакторская работа
Являлся одним из авторов и редакторов трёхтомного издания «История Польши» (1954—1958). С 1963 по 1975 год руководил частью редколлегии институтского издания «Документы и материалы по истории советско-польских отношений». Был ответственным редактором «Учёных записок» и «Кратких сообщений» Института славяноведения АН СССР, с 1955 по 1970 год также входил в состав редколлегии журнала «Вопросы истории».

## Основные работы

### Книги
- Хренов И. А. Лодзинское восстание. — М.: Издательство социально-экономической литературы, 1958. — 165 с.
- Хренов И. А., Дьяков В. А. и др. Очерки революционных связей России и Польши, 1815—1917. — М.: Наука, 1976. — 601 с.
- Хренов И. А., Манусевич А. Я. и др. Очерки истории Народной Польши. — М.: Наука, 1965. — 582 с.

### Статьи
- Королюк В. Д., Хренов И. А. Итоги и задачи славистических исследований в СССР (1945—1959 гг.) // Вопросы истории. — 1960. — № 6. — С. 117—135.
- Хренов И. А. Борьба ППР за национальное и социальное освобождение польского народа (1942—1944 гг.) // Борьба польского народа за социализм (1944—1954 гг.). — М.: Госполитиздат, 1955. — С. 17—46.
- Хренов И. А. Из истории образования и первого периода деятельности Коммунистической рабочей партии Польши (1918—1923 гг.) // Вопросы истории. 1959. — № 6. — С. 79—97.
- Хренов И. А. Итоги развития советского славяноведения // Вопросы истории. — 1968. — № 1. — С. 64—74.
- Хренов И. А. Книга о борьбе Польской рабочей партии за национальное и социальное освобождение польского народа // Вопросы истории. — 1952. — № 12. — С. 130—137.
- Хренов И. А. Лодзинское восстание 1905 года // Вопросы истории. — 1954. — № 5. — С. 81—96.
- Хренов И. А. Научная сессия в Варшаве, посвященная пятидесятилетию первой русской революции // Исторические записки. — 1956. — Т. 56. — С. 306—319.
- Хренов И. А. О работе Института славяноведения АН СССР // Вопросы истории. — 1955. — № 9. — С. 164—167.
- Хренов И. А. О работе исторических учреждений в Польше // Вопросы истории. — 1954. — № 9. — С. 190—191.
- Хренов И. А. Первая русская революция 1905—1907 гг. и зарубежные славянские народы // Краткие сообщения Института славяноведения. — 1963. — Т. 39. — С. 39—51.
- Хренов И. А. Революционное выступление варшавских рабочих в январские дни 1905 года // Вопросы истории. — 1952. — № 2. — С. 102—110.
- Хренов И. А. Русско-польский революционный союз в годы Первой русской революции // Советское славяноведение. — 1975. — № 4. — С. 3—11.
- Хренов И. А., Снытко Т. Г. Влияние Октябрьской революции на зарубежные славянские народы // История, культура, фольклор и этнография славянских народов. VI Международный съезд славистов. Доклады советской делегации. — М., 1968. — С. 24—63.